# Menyhért Lónyay
Menyhért Lónyay, plným jménem Menyhért Lónyay von Nagylónya und Vásárosnamény, někdy též Melchior Lónyay (6. ledna 1822 Nagylónya – 3. listopadu 1884 Budapešť), byl rakousko-uherský šlechtic a politik, v letech 1870–1871 ministr financí Rakouska-Uherska, pak v letech 1871–1872 předseda vlády Uherska (vláda Menyhérta Lónyaye).

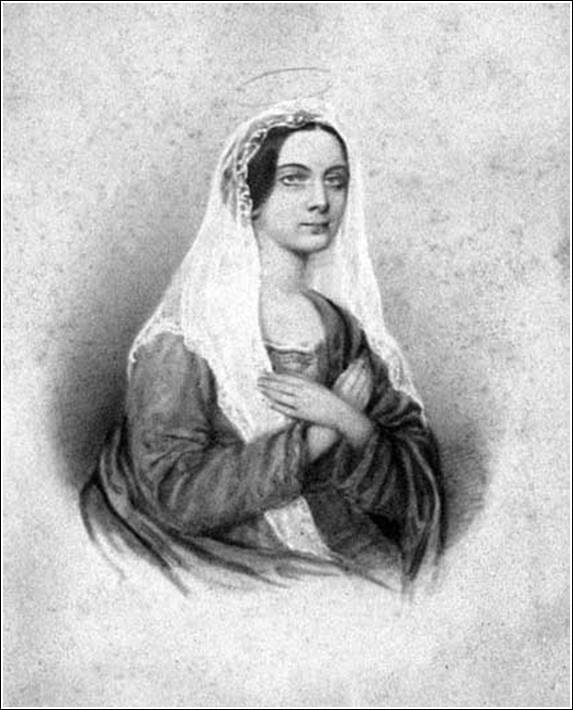
Manželka Emílie Kappelová (1825–1888) pocházela z bohaté bankéřské rodiny.

## Biografie
Vystudoval právo a filozofii na Pešťské univerzitě, kde roku 1839 získal titul doktora filozofie. Cestoval po Evropě. V roce 1843 a 1847 se stal poslancem Uherského sněmu za Berežskou župu. Byl členem Liberální strany a patřil mezi stoupence Józsefa Eötvöse. Publikoval články na národohospodářská témata. Během revoluce 1848-1849 v Rakouském císařství byl členem parlamentu. V roce 1848 se stal ministerským radou a roku 1849 státním tajemníkem na ministerstvu financí. Pak po porážce revoluce uprchl do zahraničí, do vlasti se vrátil již koncem roku 1850. Od roku 1858 byl činný v bankovnictví. Založil a vedl první pojišťovnu.
Jeho politická kariéra vrcholila po rakousko-uherském vyrovnání. 12. února 1867 nastoupil do vlády Gyuly Andrássyho na pozici ministra financi Uherska. Portfolio si udržel do 23. května 1870. 3. srpna 1871 byl Františkem Josefem I. povýšen na hraběte. Následně působil od 21. května 1870 do 14. listopadu 1871 jako společný ministr financí Rakouska-Uherska (po rakousko-uherském vyrovnání šlo ovšem spíše o účetní post, bez výraznějších exekutivních a rozpočtových pravomocí).
Úplný vrchol jeho politické dráhy nastal od 14. listopadu 1871 do 4. prosince 1872, kdy se stal předsedou vlády Uherska (vláda Menyhérta Lónyaye). V této vládě zároveň zastával i funkci ministra zeměbrany (zodpovědný za uherské zeměbranecké ozbrojené síly, honvéd).
Odstoupil kvůli trvalé kritice z řad opozice. Až do roku 1882 nicméně zůstal poslancem Uherského parlamentu. Od roku 1875 zasedal rovněž v Sněmovně mangátů (jmenovaná horní komora Uherského parlamentu). Od roku 1871 působil jako prezident Uherské akademie věd.
Roku 1845 se oženil s Emilií Kappelovou, která pocházela z bohaté budapešťské bankéřské rodiny. Z manželství se narodily čtyři synové. 
Jeho synovcem byl generál Albert Lónyay.